# Postgeschichte und Briefmarken Dänemarks

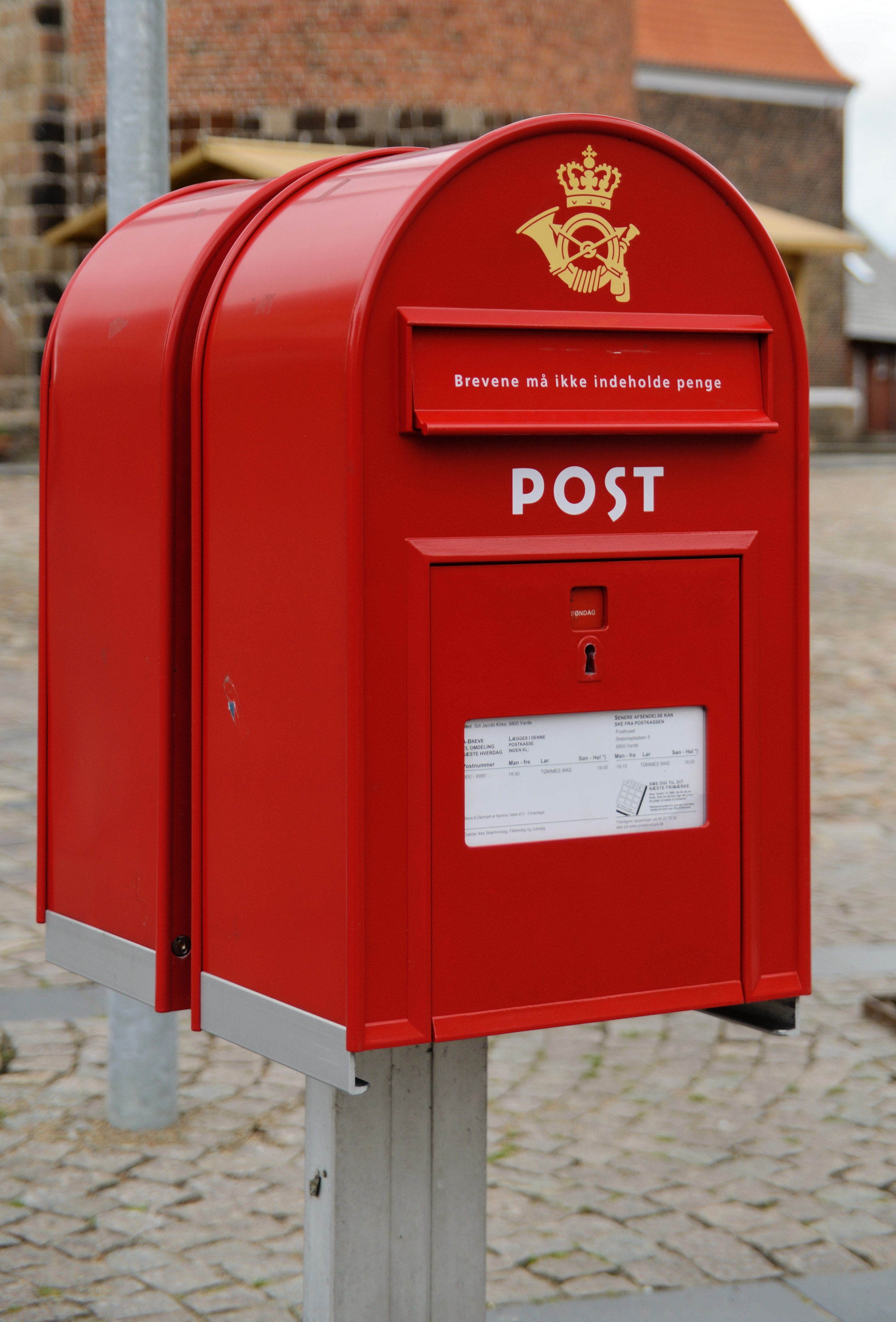
Briefkasten in Varde in den Farben rot und gelb, mit Krone und Posthorn als Symbol der dänischen Post

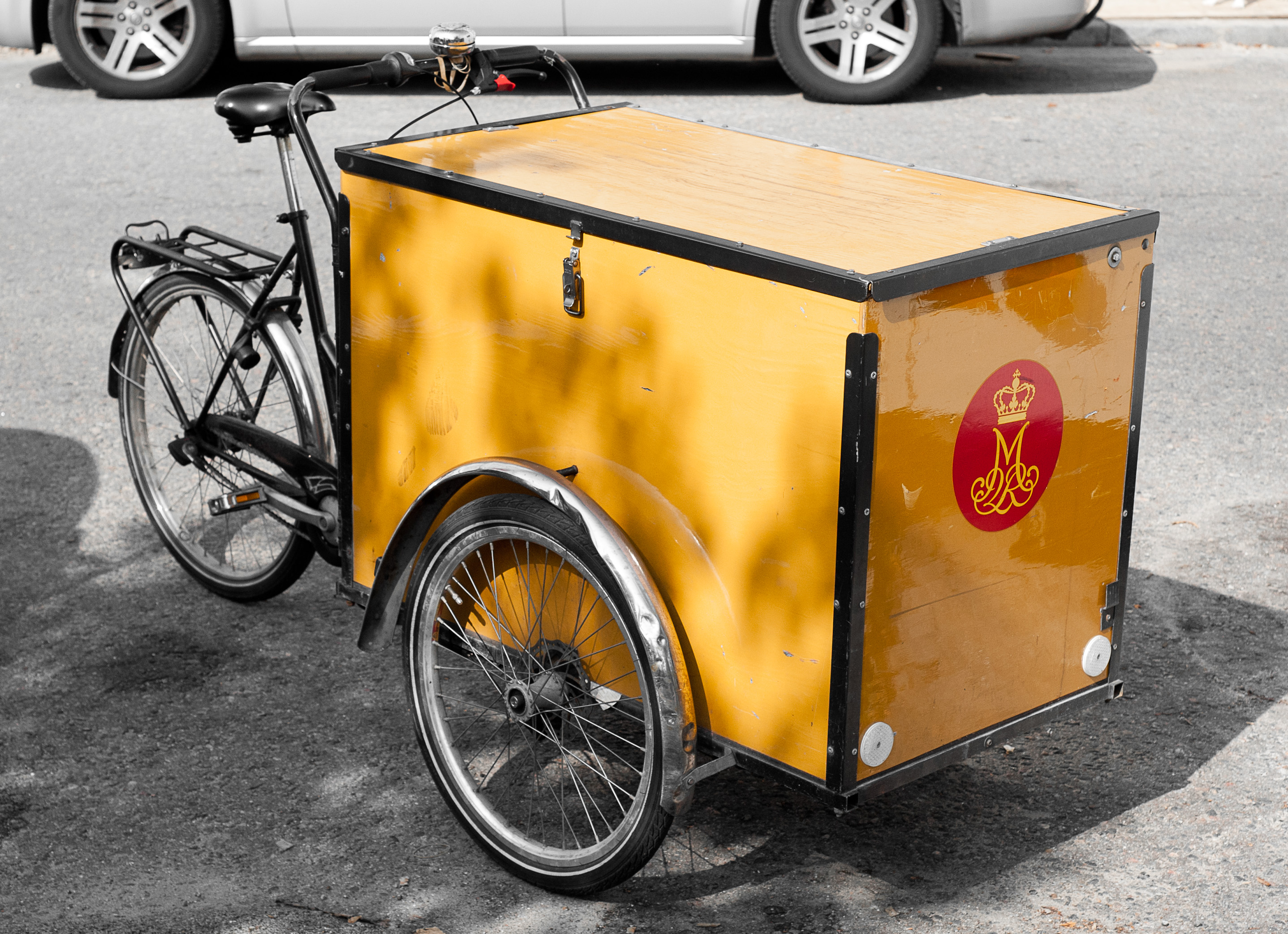
Dänisches Postfahrrad

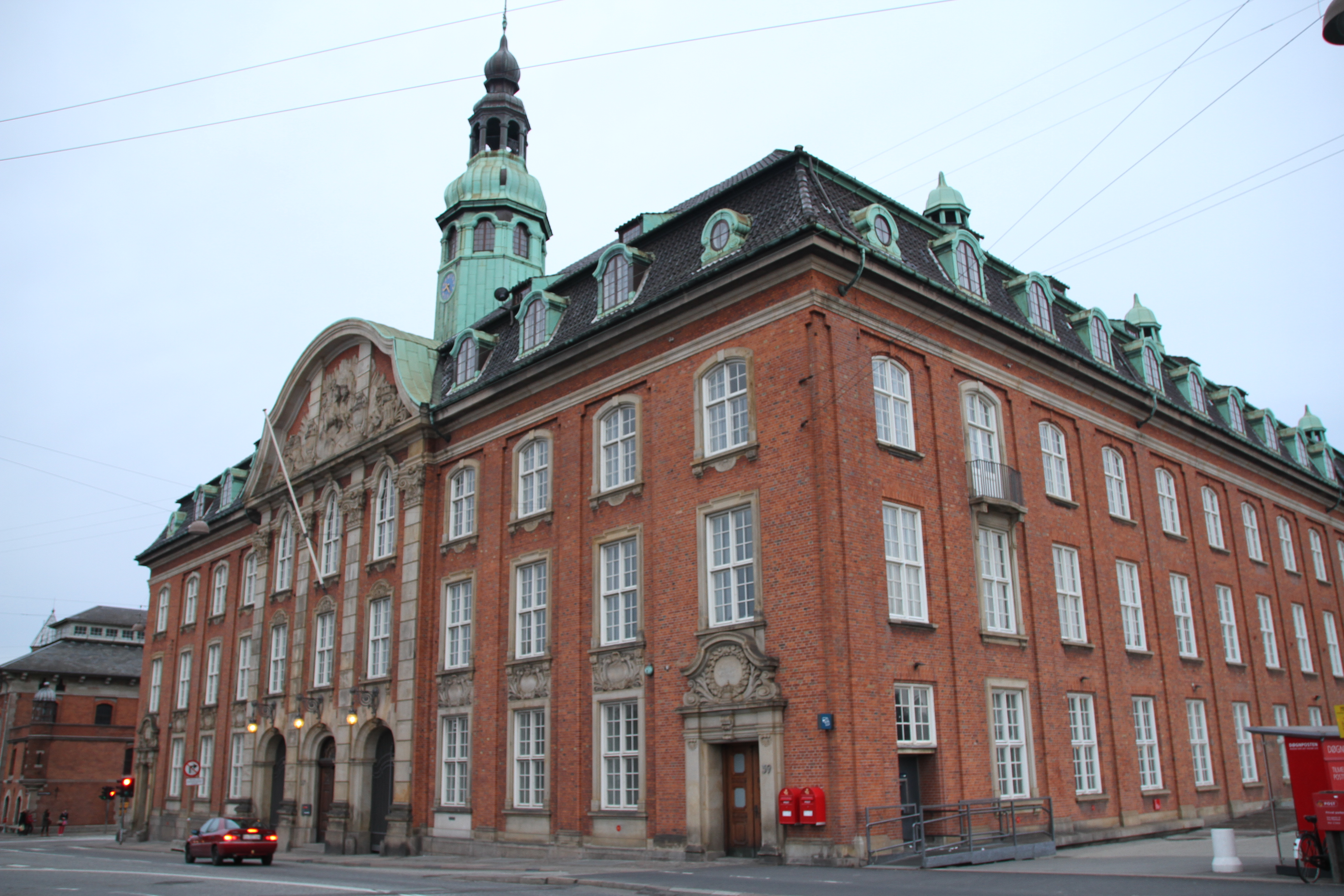
Hauptsitz der dänischen Post in Kopenhagen seit 1912 (Centralpostbygningen)

Postgeschichte  und Briefmarken Dänemarks behandelt die Geschichte der dänischen Post seit ihrer Gründung 1624 und die Geschichte der dänischen Briefmarken.

## Geschichte

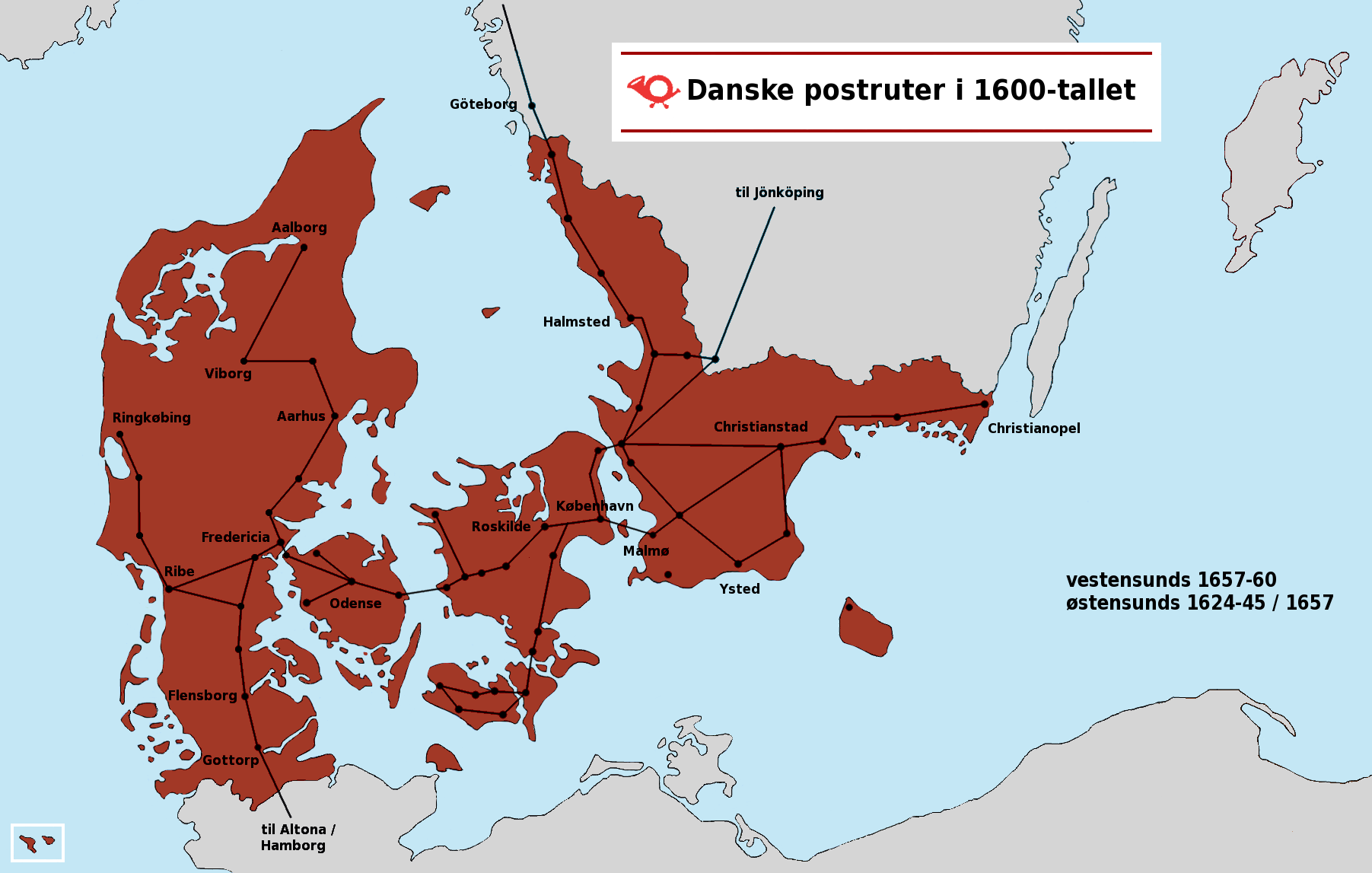
Hauptpostrouten in Dänemark im 17. Jh.

### Vom königlichen Kurier zum staatlichen Postmonopol (1624–1711)
Begründet wurde das dänische Postwesen mit der Postordnung König Christians IV. vom 24. April 1624. Zuvor wurden Briefe des Hofes durch königlichen Boten befördert. Auch einzelne Städte und ausländische Kaufleute betrieben Postverbindungen. Von der Bündelung auf ein landesweites Postwesen erhoffte sich der König vor allem Kostensenkungen. 1647 wurde auch im norwegischen Teil des Königreichs ein Postwesen eingerichtet; es wurde 1689 organisatorisch in die dänische Post eingegliedert.
Es wurden neun Hauptpostrouten eingerichtet, auf denen gehende oder berittene Postboten verkehrten. Die auf den Routen befindlichen Gasthöfe beförderten die Post an abseits der Routen wohnende Empfänger. Die wichtigste Postroute verlief zwischen Kopenhagen und Hamburg. Andere Routen verliefen in den ersten Jahren bis nach Kristianopel (Christanopel) in Blekinge, nach Varberg in Halland, nach Aalborg in Nordjütland und nach Ribe in Westjütland. Die dänische Post umfasste geografisch das Königreich Dänemark im engeren Sinne, zu dem bis 1658 auch die schonischen Provinzen Skåne, Blekinge und Halland gehörten, das Herzogtum Schleswig (als dänischen Reichslehen) und das Herzogtum Holstein (als deutsches Reichslehen in dänischer Personalunion). Mit dem Frieden von Brömsebro im August 1645 und schließlich dem Frieden von Roskilde im Februar 1658 verlor das dänische Postwesen jedoch die Postrouten östlich des Öresunds in Halland, Schonen und Blekinge und damit auch die Posthäuser in Malmö (Malmø), Lund, Ystad (Ysted), Simrishamn (Cimbrishavn), Helsingborg, Kristianstad (Christiansstad), Sölvesborg (Sølvesborg), Ronneby (Rundeby) und Kristianopel (Christianopel). Die Postzustellung östlich des Öresund wurde anschließend von der schwedischen Post übernommen. 1776 verfügte der dänische König den Aufbau eines Postwesens im damals zum dänischen Gesamtstaat gehörenden Island. Für kurze Zeit bestand im 18. Jahrhundert in den Gottorfer Anteilen in den Herzogtümern eine eigene gottorfische Post.
Zu Beginn wurde die Post von einem Rat von vier Kaufmännern verwaltet, die die Bezeichnung Postverwalter trugen. Im Jahr 1653 verpachtete Friedrich III. das Postwesen schließlich an den aus Hamburg stammenden Kaufmann Poul Klingenberg, der das Liniennetz ausweitete, die Anzahl der Posthäuser auf landesweit 22 erhöhte und für den Transport von Paketen neben der gehenden und reitenden Post eine fahrende Post aufbauen ließ. Klingenberg blieb bis 1685 Generalpostmeister, bis er das Postwesen für 12.000 Reichstaler an den erst 11-jährigen Sohn von Christian V. aus morganatische Ehe, Christian Gyldenløve, abtreten musste. Hinter dieser Entscheidung stand vor allem der Wunsch, das Postwesen wieder stärker an die Krone zu binden.

### Vom Staatsmonopol zur Privatisierung (1711 bis 2002)
Während des Großen Nordischen Krieges wurde das Postwesen von Friedrich IV. 1711 schließlich ganz verstaatlicht. Die Witwe Gyldenløves, Dorothea Krag, die bis dato die Führung des Postwesens innehatte, wurde mit einer jährlichen Pension von 4.000 dänischen Reichstalern entschädigt. Christian Christopher Erlund wurde zum Generalinspekteur der dänischen Post ernannt. Erlund wurde unter anderem für das Ausspionieren von Briefinhalten bekannt, die der Regierung entscheidende Informationen im Nordischen Krieg verschafften. Im Jahr 1712 wurde beschlossen, dass die von der Post erwirtschafteten Überschüsse in einen Fonds einbezahlt werden sollten, aus dem unter anderem Pensionen früherer Postmitarbeiter bezahlt werden sollten. Aus dem Fonds wurden jedoch auch Staatsausgaben ausgeglichen. 1746 wurden aus dem Fonds zum Beispiel Aufbau und Betrieb des Kopenhagener Waisenhauses bezahlt.
Ein nicht unbedeutender Aspekt des Postwesen war die Verbreitung von Informationen. Dies geschah durch die Verteilung von Zeitungen als auch durch den Austausch zwischen Einheimischen und Reisenden in den Posthäusern und während der Reise. 1806 wurde in Kopenhagen eine lokale Verteilung von Briefen etabliert. Im Jahr 1861 folgten siebzehn weitere Städte, die mehr als 6.000 Einwohner hatten, 1865 wurde die lokale Postverteilung schließlich in allen Städten des Landes eingeführt. Etwa zur gleichen Zeit wurden 1860 die ersten Landpostrouten eingerichtet. Bereits im Oktober 1859 bestimmte eine Verordnung, alle Häuser in Kopenhagen mit Hausnummern zu versehen. Somit entfielen die umständlichen Beschreibungen auf den Adressfeldern der Briefe.
Am 21. März 1851 wurden zum 1. April die ersten Postwertzeichen ausgegeben. Im gleichen Jahr wurden erstmals Briefkästen aufgestellt. Auf Initiative von Joseph Michaelson wurde 1859 die Durchgangsgebühr für Briefe und Drucksachen aufgehoben und im gegenseitigen Verkehr bei den Gebühren für Briefsendungen ein einheitlicher Tarif eingeführt. 1924 gab es in Dänemark 1.368 Posthäuser (darunter 253 Postkontore), 4.340 Briefmarkenverkaufsstellen und 10.500 Briefkästen. Der seit 1780 bestehende Hauptsitz der dänischen Post in der Købmagergade in Kopenhagen wurde 1912 zugunsten der neuen Zentralpost (Centralpostbygningen) aufgegeben. Postleitzahlen wurde landesweit erst 1967 eingeführt. Hintergrund war eine stärkere Rationalisierung der Arbeit in den Verteilzentren.
Nach der Märzrevolution 1848 wurde das Postwesen dem dänischen Finanzministerium unterstellt. Im November 1873 fiel das Generalpostdirektorat schließlich dem Innenministerium zu. 1927 wurde das Postwesen mit dem Telegrafenwesen vereinigt und trat nun unter dem Namen Post- og Telegrafvæsenet (P&T) auf. Später wurden die Bereiche wieder voneinander getrennt, so dass 1991 Post Danmark, Tele Danmark (inzwischen TDC) und die GiroBank (später BG Bank) aus dem Post- und Telegrafenwesen entstanden. Die GiroBank nutzte jedoch bis zur Übernahme durch die Danske Bank im Jahr 2000 noch das Filialnetz der dänischen Post.

### Binationale Aktiengesellschaft (seit 2002)
Post Danmark wurde 1995 eine öffentliche Gesellschaft, die sich zu 100 Prozent im Besitz des Verkehrsministeriums befand. Im Jahr 2002 beschloss das Folketing schließlich, Post Danmark zu privatisieren und in eine private Aktiengesellschaft umzuwandeln. Drei Jahre später wurden 22 Prozent der Aktien von CVC Capital Partners aufgekauft, die diese jedoch schon 2009 an den dänischen Staat zurück veräußerten. Drei Prozent der Aktien wurden von Mitarbeitern der Post gekauft. Am 24. Juni 2009 wurden Post Danmark und die schwedische Post (Posten AB) zu einer gemeinsamen Aktiengesellschaft zusammengeschlossen. Die neue gemeinsame Post tritt in Dänemark und Schweden nach außen weiter mit ihren Tochtergesellschaften Post Danmark und Posten auf. Die gemeinsame Aktiengesellschaft nannte sich zunächst Posten Norden, seit 2011 PostNord. Der schwedische Staat hält 60 Prozent der Aktien, der dänische 40.
Briefverkehr gibt es in Dänemark, im Vergleich etwa zu Deutschland, aufgrund der nahezu vollständigen Digitalisierung von Prozessen der öffentlichen Verwaltung und zwischen Unternehmen und Kunden nur noch in Ausnahmefällen, etwa beim Versand von Dokumenten nach Deutschland oder beim Versand von Urlaubspostkarten; seit der Einführung von Systemen wie der CPR-Nummer, der MitID und darauf aufbauenden Prozessen werden Dokumente in aller Regel im PDF-Format auf ein Online-Konto zugestellt. Die dänische Regierung traf 2023 eine neue Postvereinbarung, die PostNord seit dem Jahr 2024 seine besondere Rolle im Postmarkt entzogenen und stattdessen die Briefzustellung in Dänemark dem freien Markt überlassen hat; diese Vereinbarung beendete die staatliche Finanzierung von PostNord für die Briefzustellung und folgte den bereits bei Paketzustellungen angewandten Vereinbarungen.
Für die heutige dänische Post siehe: Post Danmark

## Beförderungsmittel

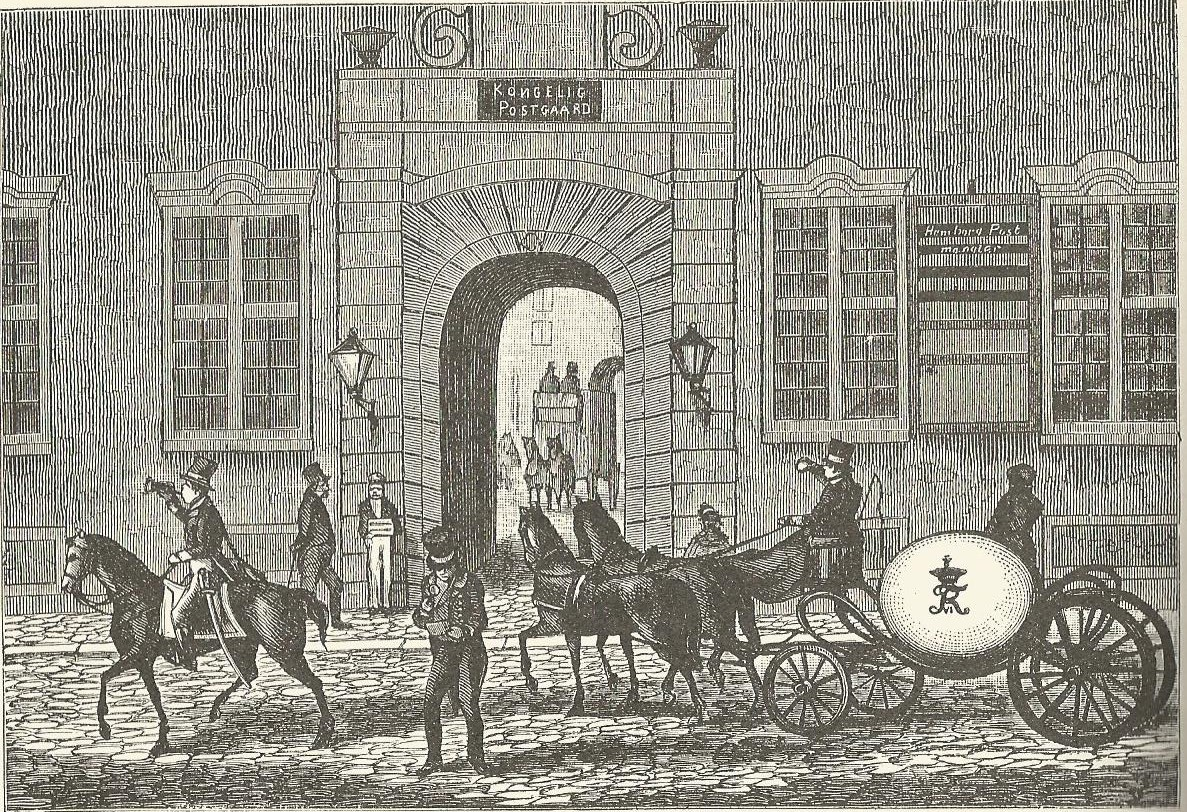
„Kugelpost“ vor der Hauptpost in der Købmagergade, Kopenhagen

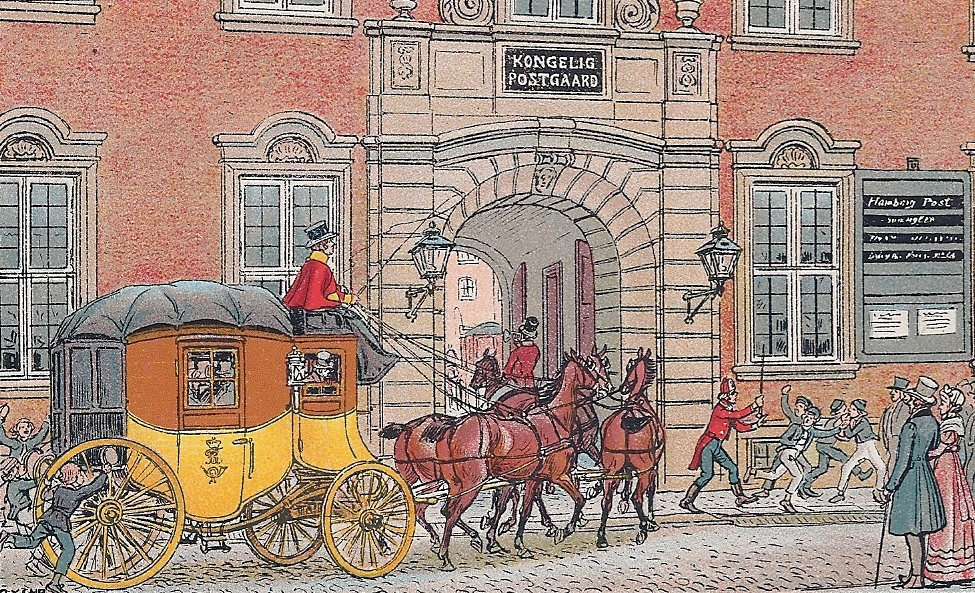
Postkutsche (Diligence)

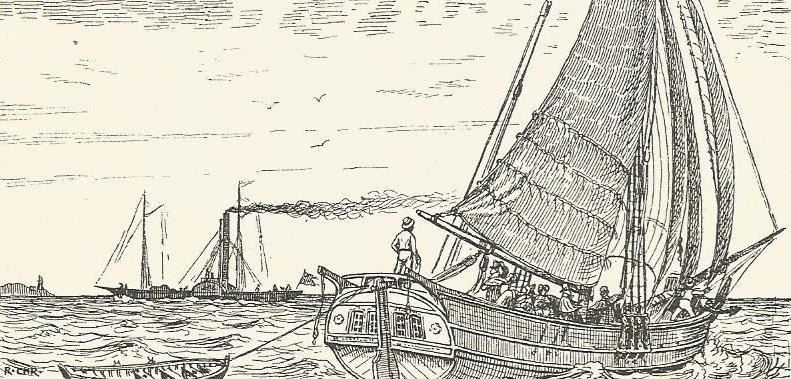
Dänisches Postschiff um 1830.

Eine wichtige Rolle bei der Postbeförderung übernahmen seit Beginn des dänischen Postwesens die Postschiffe. Zu nennen sind vor allem die Smakker (auch Børtsmakke oder Bojert), die bereits unter Christian IV. eingesetzt wurden. Die flachgehenden Segelschiffe konnten im küstennahen Postverkehr eingesetzt werden, und fanden und auch im übrigen Skandinavien und in den Niederlanden Verwendung. Später wurden auch Dampfschiffe eingesetzt, die schließlich die Segelschiffe ganz ablösten. Das erste Dampfschiff der Post fuhr im Jahr 1828. Zu den Inseln fuhren auch von der Post betriebene Fähren. So übernahm die dänische Post im Jahr 1793 den Fährverkehr über den Großen Belt. Die letzte Postfähre verkehrte bis 1977 zwischen Esbjerg und der Insel Fanø.
Auf der Postroute zwischen Kopenhagen und Hamburg fuhr seit 1781 das Karriol, ein einachsiger Postwagen mit einer Pferdestärke. Da es jedoch oft zu Unfällen und Verspätungen kam, wurde zwischen 1815 und 1865 die Kugelpost (dän. Kugleposten) etabliert. Die Kugelpost war eine zweiachsige Kutsche mit einem kugelförmigen Laderaum für Briefsäcke statt einer Passagierkabine. Die Kugelpost gab es in dieser Form ausschließlich in Dänemark. Ansonsten fuhren auch Postkutschen in französischem Stil. Sie wurden Diligence genannt. Die erste Diligence wurde 1800 in Amerika erworben und fuhr auf der Route Kopenhagen-Helsingør. Im Jahr 1834 wurden Diligencen im großen Stil eingeführt und verkehrten noch bis 1912 landesweit auf allen dänischen Hauptrouten.
Mit der Errichtung der ersten Eisenbahnen wurden auch dort Briefe und Zeitungen transportiert. 1856 fuhr die erste Bahnpost. Hierbei wurde in den Bahnpostwagen (dän. Bureauvogne) Postsendungen während der Fahrt bearbeitet. Um die Zustellzeit weiter zu verkürzen, fuhren ab 1927 zwischen Kopenhagen und Jütland Nachtpostzüge. Die Eröffnung der Brücken über den Kleinen Belt 1935 und den Storstrøm 1937 führten zu einer weiteren Verkürzung der Fahrtzeit. Mit dem Aufkommen des PKW fiel die Anzahl der Bahnpostwagen schließlich von 132 im Jahr 1970 auf 71 im Jahr 1975. Der letzte dänische Bahnpostwagen ging am 2. Juni 1997 nach Fredericia.
Neben PKW werden in vielen Orten heute noch in Dänemark Postfahrräder eingesetzt.

## Symbole

Dänische Postflagge

Spätestens seit 1641 trugen die dänischen Postboten als Legitimation ein königliches Wappen. Aus Verträgen von 1704 und späteren Jahren kann die Kleidung der Postboten bestimmt werden. Sie bestand unter anderem aus einem roten Rock und Mantel und einem königlichen Monogramm in gelber Farbe. Die Farben entsprachen den Farben des Hauses Oldenburg. Die Farben rot und gelb werden bis heute von Post Danmark verwendet. Die frühen Postboten waren bewaffnet, um mögliche Raubüberfälle parieren zu können. 1716 wurde bestimmt, dass die Posthäuser sich durch ein Schild mit königlichen Monogramm und Posthorn ausweisen sollten. Postschiffe benutzen eine Postflagge in Form des Doppelstander, die mit Krone und Posthorn versehen waren.

## Briefmarken
Die ersten dänischen Briefmarken wurden am 21. März 1851 ausgegeben. Am 28. April folgte eine zweite Serie. Sie hatten einen Wert von vier bzw. zwei Reichsbankschillingen. Diese waren jedoch noch regional auf den Kopenhagener Raum beschränkt. Bald wurden Briefmarken jedoch in größeren Mengen produziert. Da sie auch zur Beförderung von Paketen und wertvoller Postfracht gebraucht wurden, wurden bald auch Marken mit höheren Werten produziert. Die Marken hatten ein Wasserzeichen und die Aufschrift Kongeligt Post Frimærke. Anfangs mussten sie noch selbstständig aus einem Blattbogen herausgeschnitten werden. Erst im März 1863 wurden Reißlinien in die Briefmarkenbögen eingefügt. Nach Etablierung der Skandinavischen Münzunion im Mai 1873 und der damit verbundenen Ablösung von Reichsbanktaler und -Schilling durch Krone und Øre wurden neue Marken notwendig. Ab dem 1. Januar 1875 wurden neue Briefmarken mit den Werten von 3, 4, 8, 12, 16, 25 und 50 Øre ausgegeben. Die 1882 vom Weltpostverein initiierten Farbencodes für die verschiedenen Typen von Briefmarken wurden auch von der dänischen Post übernommen, die dementsprechend bis 1953 Briefmarken in den vorgegebenen verschiedenen Farbtönen herstellte.

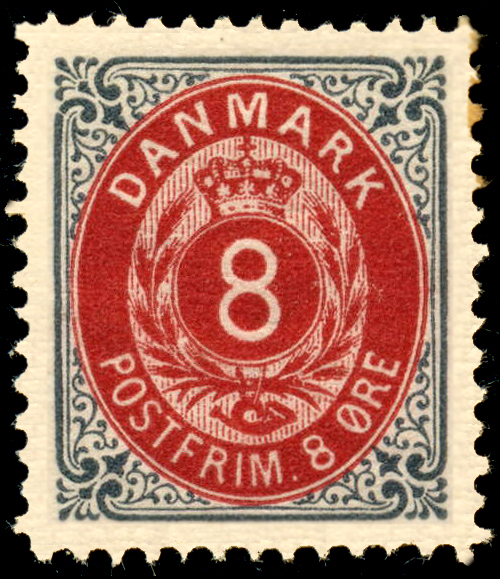
Dänische 8-Øre-Marke von 1902
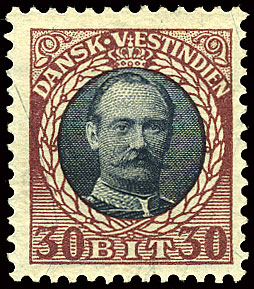
Briefmarke aus Dänisch-Westindien von 1908